# Phymatodes rainieri
Phymatodes rainieri är en skalbaggsart som beskrevs av Van Dyke 1937. Phymatodes rainieri ingår i släktet Phymatodes och familjen långhorningar. Inga underarter finns listade i Catalogue of Life.